# David Irving

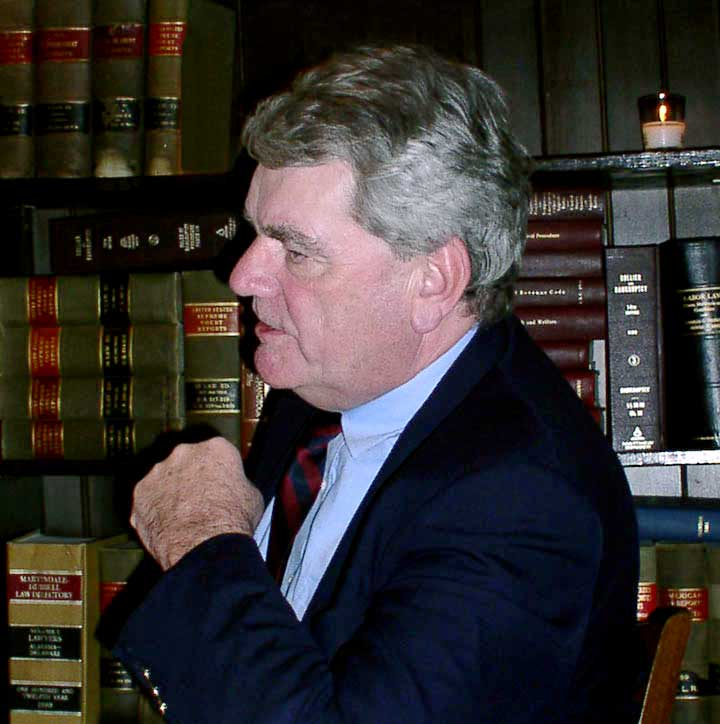
David Irving a Omaha

David John Cawdell Irving (Hutton, vora Brentwood, Essex, Anglaterra 24 de març de 1938) és un escriptor anglès, autor de nombrosos llibres militars sobre la història militar de la Segona Guerra Mundial. És força conegut com a negacionista de l'Holocaust, encara que darrerament ha canviat algunes de les seves posicions, en afirmar que «els nazis mataren milions de jueus».
Com a resultat d'algunes de les seves negacions de l'Holocaust, li ha estat prohibida l'entrada a Alemanya, Àustria, Canadà, Austràlia, i Nova Zelanda. El 1998, va dur a terme un plet infructuós per difamació contra Deborah Lipstadt i la seva editorial, que l'acusaren d'antisemitisme i de manipular proves històriques. El 20 de febrer de 2006 fou sentenciat a tres anys de presó a Àustria per negació de l'Holocaust.

## Orígens
És fill d'una il·lustradora i d'un mariner britànic que els abandonà mentre lluitava a la Segona Guerra Mundial. Estudià a Brentwood (Essex) i a Londres. El 1959 anà a treballar a les siderúrgies d'August Thyssen al Ruhr, (Alemanya), per a perfeccionar l'alemany. Després treballà com a estenògraf en el Comandament Aeri Estratègic dels Estats Units a la base aèria de Torrejón de Ardoz, vora Madrid. El 1961 es casà amb la madrilenya Pilar Stuyck, amb la que ha tingut quatre filles i es divorcià el 1981, abans de tornar a Londres per a estudiar economia política.
El 1963 fou encoratjat per Werner Höfer, editor de la revista Neue Illustrierte de Colònia, a fer diverses històries sobre la guerra aèria. El resultat fou el seu primer llibre, La destrucció de Dresden, sobre un fet poc conegut pel gran públic britànic; força contravertit però també elogiat pels historiadors professionals. Posteriorment, però, fou força criticat per llibres com La guerra de Hitler o Apocalipsis 1945, on afirma que Adolf Hitler no en sabia res de l'Holocaust, i fins i tot començà a qüestionar-lo. El 1990, amb la publicació del llibre Denying the Holocaust va negar l'existència de les cambres de gas per a l'eliminació dels jueus.

## Negacionisme
Irving ha investigat en arxius de països de l'antiga òrbita comunista, i planteja teories que contradiuen les defensades per la historiografia tradicional. Tot i que molts l'han considerat feixista, antisemita o nacionalsocialista (cosa que ell sempre ha negat), i que és considerat com una mena de pària per la comunitat acadèmica, té alguns defensors com Rolf Hochhuth, guionista de teatre alemany (i conegut militant d'esquerres), però les seves obres han estat llibre de capçalera de coneguts militants neonazis alemanys, com Michael Kühnen i Gottfried Küssel.
Irving ha estat perseguit arreu on ha anat. No li han permès entrar al Canadà, Austràlia, o Alemanya, atès que els governs l'han declarat "persona non grata". Ja el 1967 hagué d'anar a judici al Regne Unit per una obra sobre el destructor britànic PQ.17, ja que el capità del comboi, Jack Broome, l'acusà de difamar-lo i acusar-lo del desastre. Tot i que Broome guanyà el judici, se li condemnà a pagar bona part de les despeses judicials.
El 1977 va publicar després de 10 anys d'investigació La Guerra de Hitler, on plantejava la teoria que Adolf Hitler no en sabia res de l'Holocaust. El periodista de televisió David Frost intentà desmuntar la seva teoria en un programa de televisió el 7 de juny de 1977, però el que va fer fou donar-li més ressò.

## Condemna a presó
L'11 de novembre del 2005 fou arrestat per agents de la policia d'autopistes a l'estat d'Estíria (Àustria), quan anava a pronunciar una conferència, a causa d'una ordre emesa per un jutjat de Viena del 1989 sota l'acusació de fer apologia del nazisme. Sembla que havia fet un discurs a la seu de la confraria Olímpia, que aplega estudiants d'extrema dreta.
El 20 de febrer de 2006 fou condemnat a tres anys de presó per negar l'Holocaust i falsejar la història, tot i haver-se declarat culpable i haver modificat algunes de les seves declaracions inicials sobre les cambres de gas i els jueus morts. El jurat considerà que Irving no s'havia penedit.

## Obres publicades
- The Destruction of Dresden (1963) ISBN 0-7057-0030-5
- The Mare's Nest (1964)
- The Virus House (1967
- The Destruction of Convoy PQ17 (1967)
- Accident — The Death of General Sikorski (1967) ISBN 0-7183-0420-9
- Breach of Security (1968) ISBN 0-7183-0101-3
- The Rise and Fall of the Luftwaffe (1973), biografia d'Erhard Milch ISBN 0-316-43238-5
- Hitler's War (1977), Hitler en guerra
- The Trail of the Fox (1977), biografia d'Erwin Rommel ISBN 0-525-22200-6
- The War Path (1978) ISBN 0-670-74971-0
- The War Between the Generals (1981)
- Uprising! (1981), ISBN 0-949667-91-9
- The Secret Diaries of Hitler's Doctor (1983) ISBN 0-02-558250-X
- The German Atomic Bomb: The History of Nuclear Research in Nazi Germany (1983) ISBN 0-306-80198-1
- War Between the Generals (1986) ISBN 0-86553-069-6
- Churchill's War (1987), Churchill en guerra ISBN 0-947117-56-3
- Destruction of Convoy PQ-17 (1968), reedició (1989) ISBN 0-312-91152-1
- Göring (1989), biography of Hermann Göring ISBN 0-688-06606-2
- Goebbels — Mastermind of the "Third Reich" (1996) ISBN 1-872197-13-2
- Hitler's War (1991), edició revisada, incorpora The War Path
- Nuremberg: The Last Battle (1996) ISBN 1-872197-16-7
- Churchill's War Volume II: Triumph in Adversity (1997) ISBN 1-872197-15-9
- Rommel: The Trail of the Fox, Wordsworth Military Library; Limited edition (1999) ISBN 1-84022-205-0
- Hitler's War and the War Path (2002) ISBN 1-872197-10-8

Nota: Molts dels llibres d'Irving són disponibles en format PDF com a descàrrega llibre a la seva pàgina web.